# 福星宮
福星宮位於台灣台北市自強街，為主祀福德正神之道教廟宇。該建物興建於1874年，今為位於台北北投區之仿古廟宇建築。另外，該廟宇的組織型態為管理人制，祭典日期則是每年農曆之三月廿三。
大殿神祇
- 一樓：
  - 龍邊：觀音佛祖
  - 中央：五谷先帝、福德正神、關聖帝君
  - 虎邊：註生娘娘
- 地下室
  - 龍邊：文昌帝君、魁星爺
  - 中央：左輔洞明星君（密跡金剛）、斗姥元君、右弼隱光星君（那羅延天）
  - 中央第二層：南斗星君、東斗星君、中斗星君、西斗星君、北斗星君
  - 中央兩側：六十甲子太歲星君。
  - 虎邊：(神將團)神童、福德正神、周倉、關平、金吒、黃飛虎將軍、秦瓊、尉遲恭、千里眼、順風耳